# Gymnoproctus
Gymnoproctus is een geslacht van rechtvleugeligen uit de familie sabelsprinkhanen (Tettigoniidae). De wetenschappelijke naam van dit geslacht is voor het eerst geldig gepubliceerd in 1887 door Karsch.

## Soorten
Het geslacht Gymnoproctus omvat de volgende soorten:
- Gymnoproctus abortivus Serville, 1838
- Gymnoproctus elongatus Weidner, 1941
- Gymnoproctus rammei Weidner, 1941
- Gymnoproctus sculpturatus Schmidt, 1990
- Gymnoproctus similis Weidner, 1955